# Élection présidentielle togolaise de 2010
L'élection présidentielle togolaise initialement prévue le 28 février 2010 s'est déroulée le 4 mars 2010. La campagne électorale a débuté le 16 février 2010 et s'est terminée le 2 mars 2010.
Le président sortant Faure Gnassingbé est réélu, mais l'élection est contestée par son adversaire Jean-Pierre Fabre.

## Résultats
|                          | Faure Gnassingbé           | Rassemblement du peuple togolais                       | 1 234 044 | 60,89 |  |  |
|                          | Jean-Pierre Fabre          | Union des forces de changement                         | 692 584   | 33,94 |  |  |
|                          | Yawovi Agboyibo            | Comité d'action pour le renouveau                      | 60 388    | 2,96  |  |  |
|                          | Agbéyomé Kodjo             | Organisation pour bâtir dans l’union un Togo solidaire | 17 397    | 0,85  |  |  |
|                          | Brigitte Adjamagbo-Johnson | Convention démocratique des peuples africains          | 13 451    | 0,66  |  |  |
|                          | Bassabi Kagbara            | Parti démocratique panafricain                         | 8 357     | 0,41  |  |  |
|                          | Jean-Nicolas Lawson        | Parti du renouveau et de la rédemption                 | 6 029     | 0,30  |  |  |
|                          |                            |                                                        |           |       |  |  |
| Votes valides            | Votes valides              | Votes valides                                          | 2 040 506 | 96,26 |  |  |
| Votes blancs et nuls     | Votes blancs et nuls       | Votes blancs et nuls                                   | 79 283    | 3,74  |  |  |
| Total                    | Total                      | Total                                                  | 2 119 829 | 100   |  |  |
| Abstention               | Abstention                 | Abstention                                             | 1 107 663 | 34,32 |  |  |
| Inscrits / participation | Inscrits / participation   | Inscrits / participation                               | 3 227 492 | 65,68 |  |  |